# 竜崎温泉
竜崎温泉（りゅうざきおんせん）は、山口県大島郡周防大島町東安下庄にある温泉。

## 泉質
- 放射能泉（含弱放射能－ナトリウム・マグネシウム－塩化物強塩温泉）

無色透明の温泉が多い山口県では珍しいにごり湯で、加熱浴槽は鉄分が酸化してセピア色となるが、源泉浴槽では無色透明である。温泉評論家の郡司勇により、「とにかく湯がグレートな温泉」に選出されている。

## 周辺環境
安下庄湾に突き出た半島に位置する「竜崎温泉　潮風の湯」で入浴可能。露天風呂からは大島富士ともいわれる嵩山を眺めることができる。付近には観光名所の巌門がある。

## アクセス
- JR山陽本線大畠駅からバスで37分→ 「安高」下車から徒歩で10分
- 山陽自動車道玖珂ICから車で45分